# Acomys cilicicus
Acomys cilicicus är en däggdjursart som beskrevs av Friederike Spitzenberger 1978. Acomys cilicicus ingår i släktet taggmöss och familjen råttdjur. Inga underarter finns listade.

## Beskrivning
En tämligen liten taggmus, med en kroppslängd på 10 till 12 cm exklusive den 9 till 12 cm långa svansen, och en vikt mellan 37 och 48 g. Som alla taggmöss har den en spetsig nos och spetsiga, styva borst på ryggen. Pälsen på ryggen är mörkgrå med dragning åt violett, medan kroppssidorna är ljusbruna och buken blekgul.

## Ekologi
Acomys cilicicus förekommer på kalkklippor nära havet samt på en förfallen bysantinsk kyrkogård med gles, städsegrön vegetation. Litet är känt om arten, men den har troligen samma vanor som Acomys cahirinus, vilken den misstänks vara en synonym för. Se nedan under Status. 

## Status
Artens taxonomi är som nämnt omstridd; IUCN betraktade den tidigare som akut hotad ("CR") på grund av dess mycket begränsade utbredning, men eftersom man numera misstänker att den tillhör den utbredda och allmänt förekommande arten Acomys cahirinus kategoriserar man den globalt som otillräckligt studerad ("DD").

## Utbredning
Denna taggmus förekommer mycket sparsamt i ett litet område i södra Turkiet (Kilikien) vid havet.